# ایفرت فن لینه
ایفرت فن لینه (هلندی: Evert van Linge; ۱۹ نوامبر ۱۸۹۵ – ۶ دسامبر ۱۹۶۴) بازیکن فوتبال اهل هلند بود.
وی همچنین در تیم ملی فوتبال هلند بازی کرده‌است.